# METTL6
METTL6 (англ. Methyltransferase like 6) – білок, який кодується однойменним геном, розташованим у людей на 3-й хромосомі. Довжина поліпептидного ланцюга білка становить 284 амінокислот, а молекулярна маса — 33 251.
| 10         |  | 20         |  | 30         |  | 40         |  | 50         |
| ---------- |  | ---------- |  | ---------- |  | ---------- |  | ---------- |
| MASLQRKGLQ |  | ARILTSEEEE |  | KLKRDQTLVS |  | DFKQQKLEQE |  | AQKNWDLFYK |
| RNSTNFFKDR |  | HWTTREFEEL |  | RSCREFEDQK |  | LTMLEAGCGV |  | GNCLFPLLEE |
| DPNIFAYACD |  | FSPRAIEYVK |  | QNPLYDTERC |  | KVFQCDLTKD |  | DLLDHVPPES |
| VDVVMLIFVL |  | SAVHPDKMHL |  | VLQNIYKVLK |  | PGKSVLFRDY |  | GLYDHAMLRF |
| KASSKLGENF |  | YVRQDGTRSY |  | FFTDDFLAQL |  | FMDTGYEEVV |  | NEYVFRETVN |
| KKEGLCVPRV |  | FLQSKFLKPP |  | KNPSPVVLGL |  | DPKS       |  |            |

A: Аланін

C: Цистеїн

D: Аспарагінова кислота

E: Глутамінова кислота

F: Фенілаланін

G: Гліцин

H: Гістидин

I: Ізолейцин

K: Лізин

L: Лейцин

M: Метіонін

N: Аспарагін

P: Пролін

Q: Глутамін

R: Аргінін

S: Серин

T: Треонін

V: Валін

W: Триптофан

Кодований геном білок за функціями належить до трансфераз, метилтрансфераз. 
Задіяний у такому біологічному процесі, як альтернативний сплайсинг. 